# ロドコッカス・エクイ
ロドコッカス・エクイ(学名:Rhodococcus equi)とは好気性のグラム陽性桿菌であり、抗酸性を示す。本菌は乾燥したほこりのある土壌に生息し、飼育動物（ウマやヤギ）の疾病を引き起こすため重要視されることがある。感染頻度は60%に近い。ロドコッカス・エクイは仔馬の肺炎を引き起こす病原体として最も重要である。1923年に子馬の肺膿瘍から初めて分離され、日本では1949年に子馬から初めて分離された。2008年からブタに加えてイノシシでの感染が知られるようになった。
治療にはクラリスロマイシン、リファンピシンなどが使用される。
学名は混乱しており、特にRhodococcus hoagiiはRhodococcus equiよりも正当な可能性がある。その他のシノニムとしてCorynebacterium equi、Bacillus hoagii、Corynebacterium purulentus、Mycobacterium equi、Mycobacterium restrictum、Nocardia restricta、Proactinomyces restrictus.がある。

## 宿主
- ブタ
- ヤギ
- ウマ
- ヒツジ
- イノシシ